# Mazzin
Mazzin est une commune italienne d'environ 500 habitants située dans la province autonome de Trente dans la région du Trentin-Haut-Adige dans le nord-est de l'Italie.

## Géographie
La commune de Mazzin est située au bord de la rivière Udai, un affluent droit du torrent Avisio, qui descend du groupe du Catinaccio divisant la commune en deux. Bien qu’il soit situé au point le plus étroit de la vallée, la vue s’étend le long du parcours de l’Avisio jusqu’au groupe Sella, tandis que vers le sud, il est possible de voir le groupe Vallaccia (Cima Dodici). À l'est, en remontant la val Udai, le village est dominé par le Polenton et par la Cima Mantello. Vers l'est, on peut voir le Dos dei Pigui, une zone de grand intérêt archéologique. La commune est située presque entièrement en amont de la SS48.
Plus en amont, le long de la SS 48, se trouvent les hameaux de Campestrin (Ciampestrin), Fontanazzo (également appelé Fontanazzo di Sotto - Fontanac de Sot) et Fontanazzo di Sopra (Fontanac de Sora, adjacent à Campitello di Fassa).
Le lac d'Antermoia se trouve sur la commune.

## Administration
| Période                                  | Période | Identité | Étiquette | Qualité |
| ---------------------------------------- | ------- | -------- | --------- | ------- |
|                                          |         |          |           |         |
| Les données manquantes sont à compléter. |         |          |           |         |

### Communes limitrophes
Les communes limitrophes sont  Campitello di Fassa, Canazei, Sèn Jan di Fassa et Tires.